# 拡散律速凝集

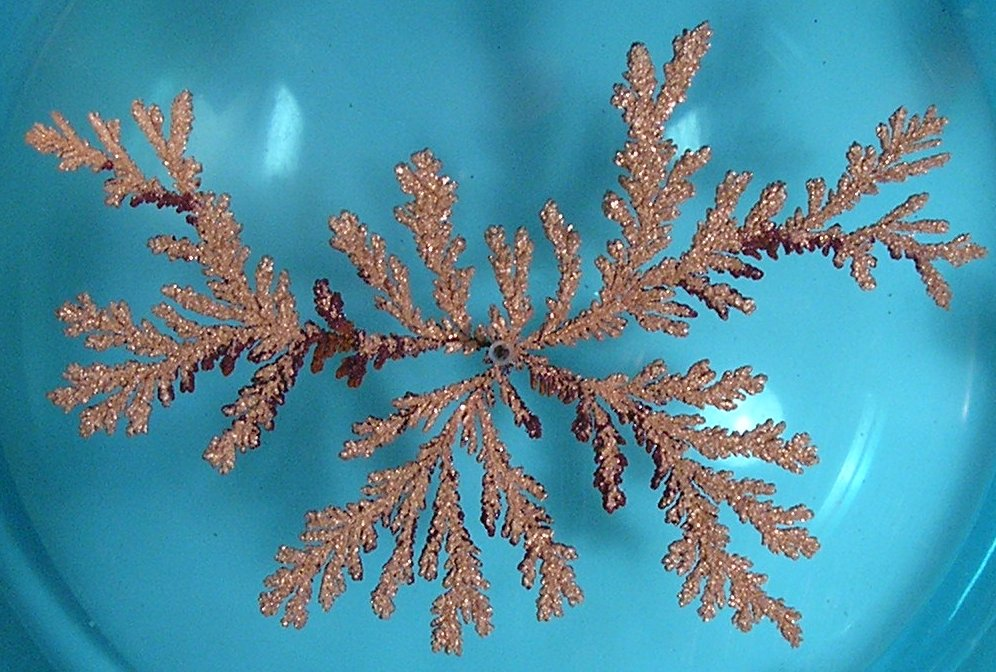
拡散律速凝集 (DLA) によってできるクラスタ。写真は溶液中の硫化銅が電析したもの

拡散律速凝集（かくさんりっそくぎょうしゅう、英: Diffusion-limited aggregation; DLA）とは、ブラウン運動する粒子が核となるクラスタに取り込まれクラスタを成長させる過程のことをいう。英語の略称から DLA と呼称されることが多い。凝集とは粒子が結合し堆積物をなすことを指し、拡散律速とはクラスタの成長過程において粒子拡散の影響が支配的であることを指す。
DLA 過程の模型はトーマス・ウィッテンとレオナルド・サンダーによって1981年に導入された。
DLA は様々な系に見出すことができる。代表的なものとして、電析、ヘレ・ショー流れ、鉱物の堆積、絶縁破壊などがある。

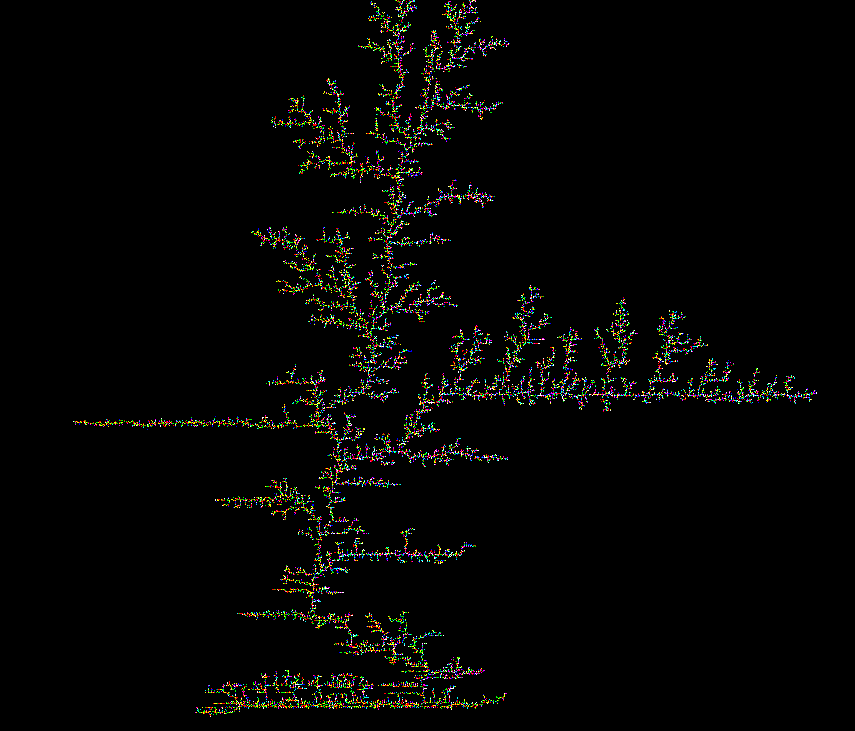
シミュレーションによって生成されたブラウン木

DLA によってできるクラスタはブラウン木の集まりと見ることができる。DLAクラスタはフラクタルであり、二次元平面上のDLAクラスタのフラクタル次元は、拡散粒子の運動が格子上に制約されない場合およそ 1.71 となる。格子DLA模型のシミュレーションにおけるフラクタル次元は同じ埋め込み次元の非格子DLA模型とはわずかに異なる結果が得られている。
DLA模型はクラスタの核となる吸着層に関して様々なバリエーションが調べられている。代表的なものに、ある一点を核として放射状にクラスタが成長する模型や、ある平面や直線の吸着層からクラスタを成長させる模型がある。直線状の吸着層はたとえば結晶表面に生じたステップを理想化したものと捉えることができる。

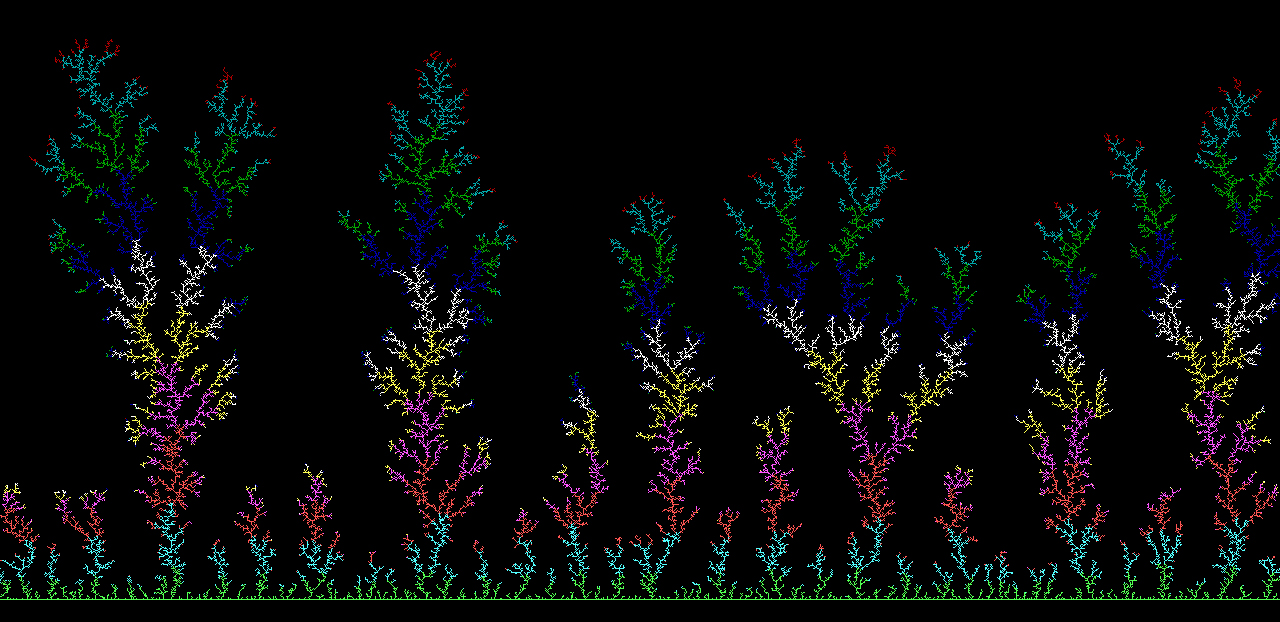
直線上の吸着層から生じるDLAクラスタ。色の違いは拡散粒子が吸着層に捕獲された時刻の違いを表わしている。計算機時間とシミュレーションする系の実時間との関係は粒子の拡散係数などによって対応づけられる。

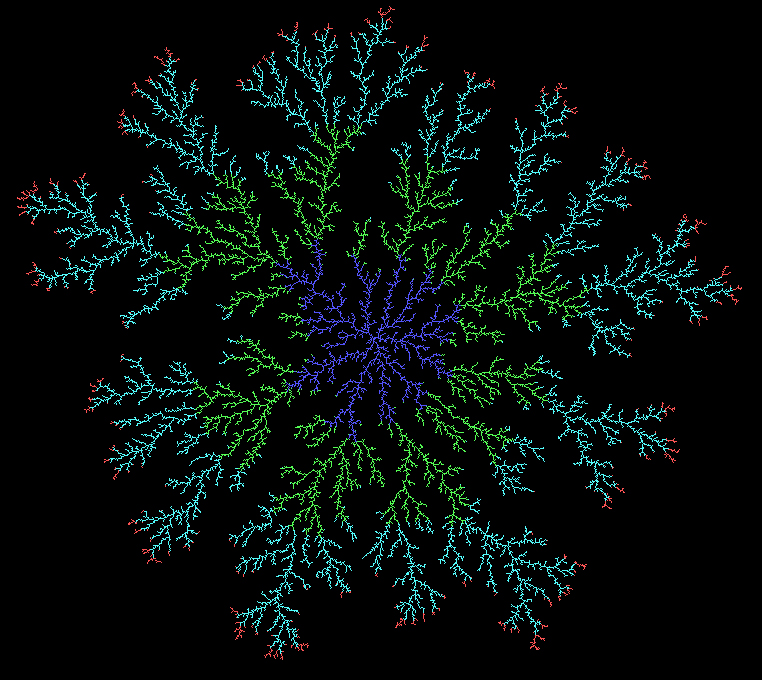
中心点の吸着層から生じるDLAクラスタ。画像のDLAクラスタはおよそ 33000 個の粒子からなる。色の違いは拡散粒子が吸着層に捕獲された時刻の違いを表わす。

計算機による DLA のシミュレーションは DLA の研究手段として非常に一般的である。DLA のシミュレーションには様々な方法が試みられている。具体的な計算手法のほか、対象とする模型についても様々な方法がある。たとえば適当な埋め込み次元の格子上を拡散粒子がランダムウォークする格子DLA模型や、DLA のシミュレーションは拡散粒子が自由な空間をブラウン運動する非格子DLA模型が研究の対象となり得る。格子DLA模型は拡散粒子の運動や吸着層への取り込みをモンテカルロ法によって表現する。非格子DLA模型では分子動力学によって拡散粒子の運動を扱い、拡散粒子がある一定の距離だけ吸着層に近づいたとき拡散粒子がクラスタに取り込まれる。また、いずれの模型についてもシミュレーションする空間の大きさ（格子模型の場合は格子点数）や拡散粒子の数、シミュレーション空間の端点における境界条件を決める必要があり、様々な条件の下でシミュレーションが行われている。
DLA模型はブラウン運動する粒子の数が非常に少なく、粒子拡散だけが頻繁に起こるような系を模したものと考えることができる。粒子濃度が小さいということは、拡散粒子同士の衝突によって新たなクラスタの核を生じる確率が（考える系の大きさに比べて）非常に小さく、また多数の粒子が結合し集団で運動することも無視できる。また吸着層からの粒子の脱離が起こらないということは、クラスタと表面粒子の結合エネルギーの大きさが、表面粒子に与えられる熱運動のエネルギーに比べてはるかに大きいということ、つまり結合エネルギーに比べて系の統計力学的な温度が極めて低いことを意味する。

## 拡散律速凝集によって作られる図形

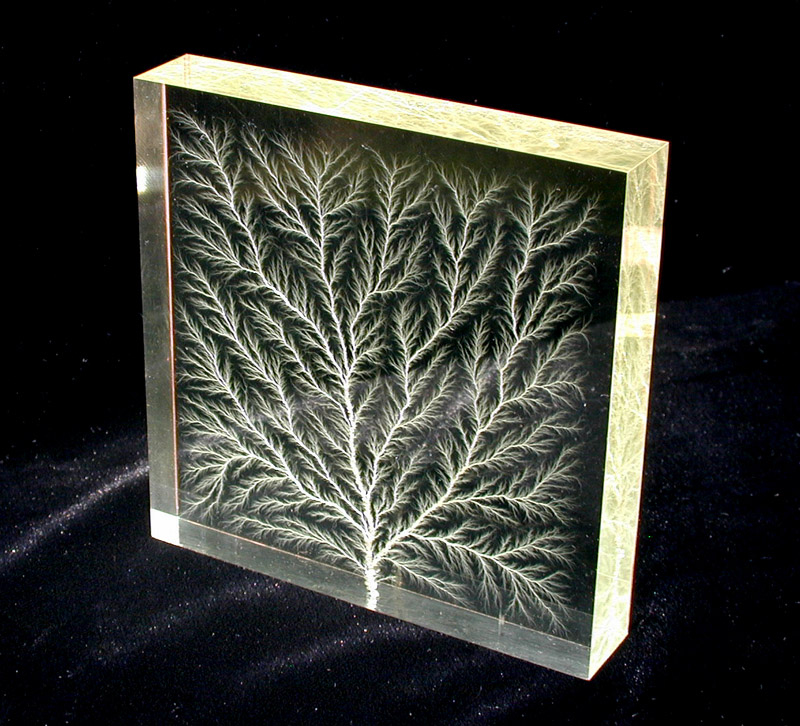
アクリルガラスのブロックに高電圧をかけて絶縁破壊を生じさせたもの。樹状のフラクタル図形はリヒテンベルク図形と呼ばれる。放電は枝分かれしながら伸び、最終的にはアクリル分子レベルの小さな毛状の形になる。

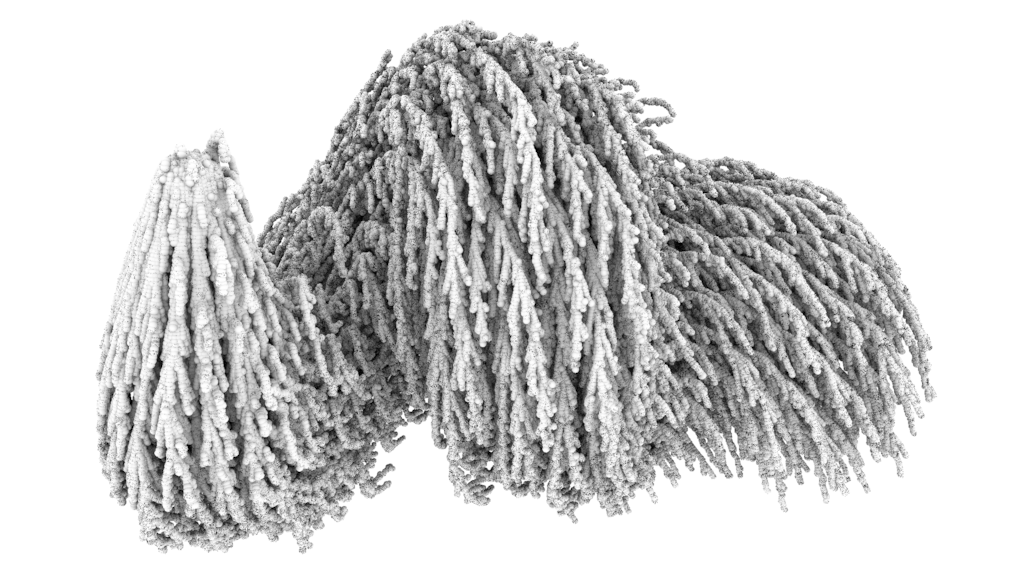
Sunflowによって描画された点群。点群は Java のライブラリ toxiclibs の simutils パッケージを利用し、螺旋曲線に対する DLA のシミュレーションから生成されている。

拡散律速凝集 (DLA) によって生成される複雑で有機的な図形はアートとしても親しまれている。Javaのオープンソースライブラリである toxiclibs の Simutils パッケージでは、ユーザーが予め指定した曲線に従って成長する DLA クラスタを生成できる。曲線のほかにも様々なパラメターを変更することで動的にクラスタの成長形を変えることもできる。